# Parafia Świętych Apostołów Piotra i Pawła w Świerżach
Parafia Świętych Apostołów Piotra i Pawła w Świerżach – parafia rzymskokatolicka w Świerżach, należąca do archidiecezji lubelskiej i Dekanatu Chełm – Wschód. Została erygowana w 1443. Mieści się przy ulicy Kościelnej. Parafię prowadzą księża diecezjalni.

## Zasięg parafii
Do parafii należą wierni z następujących miejscowości: Brzeźno-Kolonia, Dobryłów, Dobryłówka, Hniszów,  Kępa, Ludwinów, Marysin, Okopy, Nowe Okopy, Stare Okopy, Rozkosz, Świerże-Kolonia, Świerże, Wólka Okopska, Zamieście, Żalin.